# フリークス コア
株式会社フリークス コアは、広島県広島市佐伯区に本社を置くインターネットカフェ「サイバーカフェ フリークス」およびインターネットショップ「あったらいいねショップ」を運営する日本の企業である。石川県金沢市に金沢営業所を置いている。
石川県のみ店舗を展開している。

## 沿革
- 1999年2月 - マンガマンCAFEオープン
- 2003年1月 - 有限会社フリークスとし事業開始
- 2005年2月 - 株式会社へ組織変更し、株式会社フリークスコアに社名変更。
- 2012年8月22日 - メディアカフェポパイを運営する株式会社あらきの完全子会社となる。
- 2015年6月29日 - 本社を広島市中区本通8-14 本通Kビル2Fに移転。
- 2020年12月 - 本社を広島市中区から広島市佐伯区へ移転[1]。

## 現在の店舗
現在の店舗は公式サイトのフリークスの店舗一覧を参照。特記のない店名はすべて「フリークス」。また、直営店は太字で記載。

### 北陸地方
石川県
- 七尾店（七尾市）

### 過去の店舗
東北地方
- スーパーフリークス青森サンロード店（青森県青森市・2020年6月30日9時閉店）
  - 開店当初は『フリークス青森サンロード店』だったが、後にダーツと麻雀コーナーを増設し、『スーパーフリークス』に業態変化した。
- 五所川原店（青森県つがる市柏地区・2007年2月15日閉店）
- 弘前店（青森県弘前市高田3丁目・2008年8月31日閉店）
- 弘前青山店（青森県弘前市青山5丁目・2013年2月18日7時閉店）
  - 上記3店舗（五所川原店・弘前店・弘前青山店）は、スーパーフリークス弘前中央店との統合による閉店。
  - 五所川原店は、その後『シュープラザ』アクロス柏店になっていたが、『シュープラザ』も閉店し、現在は更地。
  - 弘前青山店は、現在セブンイレブン弘前青山5丁目店になっている。
- スーパーフリークス弘前中央店（青森県弘前市高田2丁目・2020年12月20日21時閉店[2]）
  - 青森県の店舗は、同県弘前市に本社を置く株式会社グローバルノースジャパンのフランチャイズにより運営されていた。この店舗の閉店をもって、フリークスは東北地方から完全撤退となった。
- 八戸店（青森県八戸市・2013年3月閉店）
  - スーパーフリークス八戸中央店との統合による閉店。
- スーパーフリークス八戸中央店（青森県八戸市・2019年4月21日23時閉店）
- 盛岡南店（岩手県盛岡市・2013年3月閉店）
  - スーパーフリークス盛岡中央店との統合による閉店。
- スーパーフリークス盛岡中央店（岩手県盛岡市）
  - 現在は競合関係にある「自遊空間盛岡高松店」が営業。
- 北上店（岩手県北上市・2016年9月1日閉店）
- 宮城多賀城店（宮城県多賀城市）
  - 東日本大震災による津波の浸水のため閉店。現在は競合関係にある「自遊空間多賀城店」が営業。
- 新潟竹尾店（新潟県新潟市東区・2019年8月31日閉店）
- 新潟新発田店（新潟県新発田市）
  - 2018年9月2日に新潟竹尾店との統合により閉店。

北陸地方
- 魚津店（富山県魚津市）
- 有松店（石川県金沢市）
- 高柳店（石川県金沢市）
- ANNEX片町店（石川県金沢市・2020年2月1日閉店）
- 示野バイパス店（金沢市）
- スーパーフリークス駅西バイパス店（石川県金沢市・2019年8月26日閉店）
- スーパーフリークス野々市本店（石川県野々市市・2020年3月31日20時閉店）
- 野々市バイパス店（石川県野々市市）
- スーパーフリークス小松店（石川県小松市）
- 福井米松店（福井県福井市）
- 福井開発店（福井県福井市）
- ANNEX福井下馬店（福井県福井市)
- 鯖江店（福井県鯖江市）
- 福井武生店（福井県越前市）

東海地方
- スーパーフリークス岐阜宇佐南店（岐阜県岐阜市）
- スーパーフリークス岐阜大垣店（岐阜県大垣市）
- 鈴鹿白子店（三重県鈴鹿市）
- スーパーフリークス四日市東店（三重県四日市市・2019年9月1日閉店）現在は競合関係にある「快活CLUB四日市西新地店」が営業。
- 大府店（愛知県大府市・2020年5月7日閉店）

## その他
- 2020年1月31日(厳密には2月1日9時)までは、非会員(ゲスト)も利用できたが、以降は非会員の利用ができなくなった。